# Iván Kovács
Pour les articles homonymes, voir Kovács.
Iván Kovács est un épéiste hongrois né le 8 février 1970 à Budapest.

## Carrière
L'épéiste hongrois remporte le titre mondial par équipe en 1998 et 2001, le titre européen individuel en 2006 et par équipe en 1998, 2006 et 2007. Il participe aussi aux Jeux olympiques d'été de 1992 à Barcelone, de 1996 à Atlanta, de 2000 à Sydney, de 2004 à Athènes et de 2008 à Montréal ; il obtient à Barcelone et à Athènes la médaille d'argent par équipe.

## Palmarès

### Jeux olympiques
- Médaille d'argent en épée par équipe aux Jeux olympiques d'été de 1992 à Barcelone
- Médaille d'argent en épée par équipe aux Jeux olympiques d'été de 2000 à Sydney

### Championnats du monde
- Médaille d'or en épée par équipe aux Championnats du monde d'escrime 1998 à La Chaux-de-Fonds
- Médaille d'or en épée par équipe aux Championnats du monde d'escrime 2001 à Nîmes
- Médaille de bronze en épée individuelle aux Championnats du monde d'escrime 1991 à Budapest
- Médaille de bronze en épée individuelle aux Championnats du monde d'escrime 1993 à Essen
- Médaille de bronze en épée par équipe aux Championnats du monde d'escrime 1995 à La Haye
- Médaille de bronze en épée par équipe aux Championnats du monde d'escrime 2007 à Saint-Pétersbourg

### Championnats d'Europe
- Médaille d'or en épée individuelle aux Championnats d'Europe d'escrime 1991 à Vienne
- Médaille d'or en épée par équipe aux Championnats d'Europe d'escrime 1998 à Plovdiv
- Médaille d'or en épée individuelle aux Championnats d'Europe d'escrime 2006 à Izmir
- Médaille d'or en épée par équipe aux Championnats d'Europe d'escrime 2006 à Izmir
- Médaille d'or en épée par équipe aux Championnats d'Europe d'escrime 2007 à Gand
- Médaille d'argent en épée individuelle aux Championnats d'Europe d'escrime 1995 à Keszthely
- Médaille d'argent en épée par équipe aux Championnats d'Europe d'escrime 2008 à Kiev
- Médaille de bronze en épée par équipe aux Championnats d'Europe d'escrime 2002 à Moscou
- Médaille de bronze en épée par équipe aux Championnats d'Europe d'escrime 2005 à Zalaegerszeg